# ورگس، یورا
ورگس، یورا (به فرانسوی: Verges, Jura) یک کامین در فرانسه است که در Canton of Conliège واقع شده‌است.

## خصوصیات
ورگس ۶٫۱۶ کیلومترمربع مساحت و ۱۶۹ نفر جمعیت دارد.